# Centrum LIM
 Tòa nhà chọc trời Centrum LIM được xây dựng vào năm 1989 ở trung tâm Warsaw, Ba Lan, bởi LIM Venture Venture Sp. Ltd., một tập đoàn gồm ba đối tác: LOT (Hãng hàng không Ba Lan), ILBAU GmbH (một công ty xây dựng của Áo) và chuỗi khách sạn Marriott International. Năm 1998, ILBAU đã bán cổ phần của mình cho SGS GmbH.
Người dân địa phương thường gọi tòa nhà là "Marriott". Tòa nhà nhanh chóng đạt được uy tín và sự nổi tiếng, một phần là do có một trong những khách sạn năm sao đầu tiên ở Ba Lan.
Các nhà thiết kế tòa nhà là Jerzy Skrzypczak, Andrzej Bielobradek và Krzysztof Stefanski. Mặt tiền có màu xanh đậm, và liền kề với Tháp Oxford. Tòa nhà có các cạnh màu trắng (được chiếu sáng vào ban đêm với ánh sáng trắng) cũng như hai tầng tạo thành các sọc ngang tối, một nửa cấu trúc và một tầng ở trên cùng, phục vụ như các khu vực tiện ích.
Một trung tâm mua sắm được gọi là Gallery LIM nằm ở hai tầng thấp hơn. Nó bao gồm khoảng 40 cửa hàng, quán cà phê và nhà hàng, và phòng vé LOT. Không gian văn phòng cho thuê nằm ở phần dưới của tòa tháp (giữa tầng 5 và 19). Khách sạn Warsaw Marriott Lưu trữ ngày 23 tháng 6 năm 2019 tại Wayback Machine nằm trên tầng 20 trở lên, có 518 phòng và 95 dãy phòng. Tầng trên cùng là một căn hộ cho tổng thống. Mỗi phòng đều có điều hòa không khí và liên kết vệ tinh. Khách của Warsaw Marriott Hotel có thể sử dụng phòng tắm hơi, hồ bơi, phòng hội nghị, nhà hàng và hai quán bar. Không có ăng-ten 30 mét trên mái nhà, tòa nhà cao 140 mét. Tòa nhà cũng có một sòng bạc.
Tòa nhà được kết nối bằng tàu điện ngầm đến ga đường sắt Warszawa Centralna.
Có một đề xuất cho một tòa tháp cao 71 tầng, Lilium, sẽ được xây dựng trên khu vực hiện đang bị chiếm giữ bởi cánh phía tây thấp hơn của tòa nhà.